# Roetspekvreter
De roetspekvreter (Oenanthe dubia, synoniem: Cercomela dubia) is een zangvogel uit de familie Muscicapidae (Vliegenvangers).

## Verspreiding en leefgebied
Deze soort komt voor in Somalië en Ethiopië.